# Cerkiew Wszystkich Świętych w Rydze

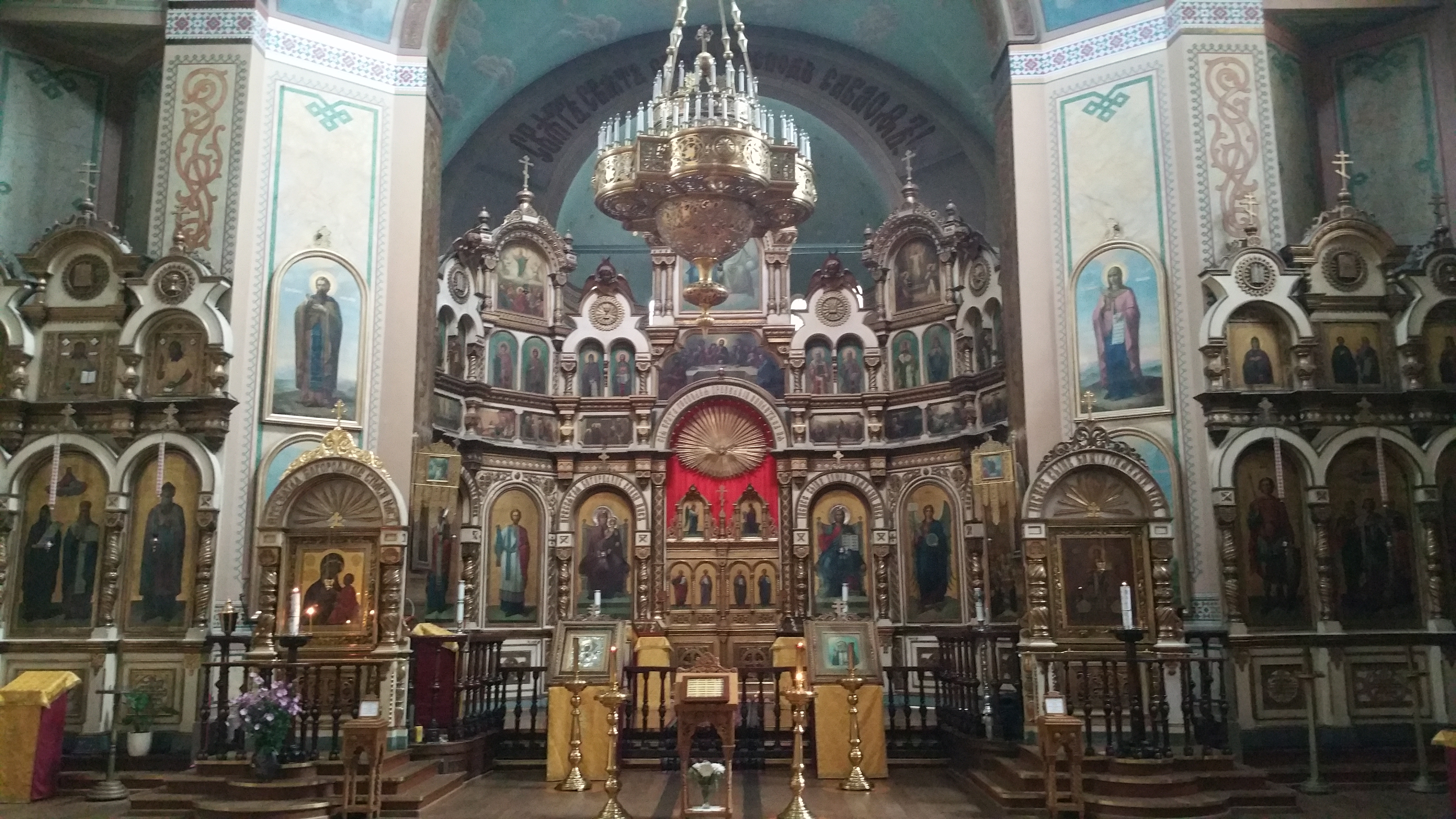
Ikonostas

Cerkiew Wszystkich Świętych – prawosławna cerkiew w Rydze, świątynia prawosławnego seminarium duchownego w tym mieście.

## Historia
W XVIII w. na miejscu dzisiejszej cerkwi znajdował się cmentarz prawosławny (obecnie nie zachowały się żadne nagrobki, jedynie starodrzew). W 1777 mieszkańcy Rygi wznieśli na nim drewnianą kaplicę cmentarną pod wezwaniem Wszystkich Świętych. W 1812 zastąpiła ją drewniana świątynia, poświęcona w 1815. Nosiła ona to samo wezwanie i była utrzymana w stylu bizantyjskim, czterokopułowa, z wolno stojącą dzwonnicą. 
W związku ze złym stanem technicznym drewnianej cerkwi w 1854 rozpoczęto prace budowlane nad kolejną drewnianą świątynią na miejscu poprzedniej. W latach 1869–1870 obok niej została ustawiona ceglana dzwonnica, na której zawisł 1 dzwon o wadze 310 pudów. W 1881 pojawiła się koncepcja przeniesienia drewnianej cerkwi na cmentarz św. Jana i wzniesienia na jej miejscu znacznie okazalszej, murowanej świątyni. Projekt wykonał architekt Janis Baumanis. Stara cerkiew została przeniesiona w 1882, natomiast poświęcenie nowej, ceglanej świątyni miało miejsce 9 maja 1891, siedem lat po zakończeniu prac budowlanych. Cerkiew nosiła wezwanie Wszystkich Świętych, posiadała również boczne kaplice Wprowadzenia Matki Bożej do Świątyni oraz Wiary, Nadziei, Miłości i ich matki Zofii. W 1894 przy parafii Wszystkich Świętych powstała szkoła (dzisiejszy budynek seminarium duchownego). 
W czasie I wojny światowej cerkiew została kilkakrotnie ograbiona, straciła m.in. wszystkie dzwony. Nowe pojawiły się w niej dopiero w 1924, dwa lata później wyremontowano cały budynek, zaś w latach 30. przeprowadzono konserwację wyposażenia wnętrza. Cerkiew była również czynna (z przerwami) w okresie przynależności Łotwy do ZSRR. Od 1994 obiekt jest świątynią parafialną (w dekanacie ryskim eparchii ryskiej) pod szczególną opieką studentów prawosławnego seminarium duchownego. 
W 2001 w świątyni obradował sobór Łotewskiego Kościoła Prawosławnego.